# Họ Cỏ đuôi lươn
Họ Cỏ đuôi lươn (danh pháp khoa học: Philydraceae) là một họ thực vật có hoa. Họ này không được nhiều nhà phân loại học công nhận.
Hệ thống APG II năm 2003 (không thay đổi từ hệ thống APG năm 1998) công nhận họ này và đặt nó trong bộ Commelinales của nhánh commelinids trong thực vật một lá mầm. Họ này bao gồm 3-4 chi và 5-6 loài cây thân thảo vùng nhiệt đới, sống lâu năm tại Đông Nam Á và Australia.

## Các chi
- Helmholtzia F.Muell. (đồng nghĩa: Orthothylax (Hook.f.) Skottsb.)
- Philydrella Caruel
- Philydrum Banks ex Gaertn.: Cỏ đuôi lươn, điền thông.

## Phát sinh chủng loài
Cây phát sinh chủng loài dưới đây lấy theo APG III.
|  | Commelinaceae |
|  |               |
|  | Hanguanaceae  |
|  |               |

|  | Philydraceae                                                     |
|  |                                                                  |
|  | \| \| Haemodoraceae \| \| \| \| \| \| Pontederiaceae \| \| \| \| |
|  |                                                                  |
|  | Haemodoraceae                                                    |
|  |                                                                  |
|  | Pontederiaceae                                                   |
|  |                                                                  |

|  | Haemodoraceae  |
|  |                |
|  | Pontederiaceae |
|  |                |

|  | Commelinaceae |
|  |               |
|  | Hanguanaceae  |
|  |               |

|  | Philydraceae                                                     |
|  |                                                                  |
|  | \| \| Haemodoraceae \| \| \| \| \| \| Pontederiaceae \| \| \| \| |
|  |                                                                  |
|  | Haemodoraceae                                                    |
|  |                                                                  |
|  | Pontederiaceae                                                   |
|  |                                                                  |

|  | Haemodoraceae  |
|  |                |
|  | Pontederiaceae |
|  |                |